# 2,4,6-Тритиагептан
2,4,6-Тритиагептан — органическое соединение, тиоэфир. Обнаружен в трюфелях, где вместе с другими сульфидами диметилсульфидом, 2,4-дитиапентаном и 3-метилтио-2,4-дитиапентаном вызывает специфический земляной серный запах гриба. Благодаря этому органолептическому свойству является пищевой добавкой.

## Растворимость
Нерастворим в воде, растворим в спирте и триацетине.

## Сульфиды трюфелей
В кулинарии наиболее ценятся чёрный трюфель (Tuber melanosporum) и белый трюфель (Tuber magnatum). Оба относятся к роду грибов Трюфель (Tuberacean). Плодовое тело трюфелей развивается под землёй, поэтому эти грибы полностью зависят от животных для распространения их толстостенных спор. Для привлечения животных трюфели обладают сильным специфическим запахом. Главные компоненты, формирующие аромат трюфелей, — особые сульфиды: диметилсульфид (обнаруживаемый также в спарже), 2,4-дитиапентан с запахом чеснока (иногда его называют «трюфелевый сульфид», это основной компонент «трюфелевого масла»), 3-метилтио-2,4-дитиапентан и 2,4,6-тритиагептан. Кроме этого, белый и чёрный трюфели содержат андростенол, имеющий запах сандалового дерева и муската.